# Снайдер, Куин
Куи́н Прайс Сна́йдер (англ. Quin Price Snyder; род. 30 октября 1966 года в Мерсер-Айленде, штат Вашингтон, США) — американский профессиональный баскетбольный тренер, главный тренер клуба Национальной баскетбольной ассоциации «Атланта Хокс».

## Ранние годы и колледж
Снайдер родился в городке Мерсер-Айленд, штат Вашингтон и окончил среднюю школу Мерсер-Айленд в 1985 году. Дважды баскетболистом штата года, Снайдер привёл команду к победе в чемпионате штата в 1985 году. За это время школа Мерсер-Айленд достигла рейтинга №1 в США. Снайдер был выбран игроком McDonald's All-American, став первым уроженцем штата Вашингтон.
В университете Дьюка Снайдер играл разыгрывающего в «Дьюк Блю Девилз» с 1985 по 1989 год. Вместе с «дьяволами» Снайдер играл в Финале четырёх NCAA три раза за 4 года (1986, 1988 и 1989). Во втором сезоне Куин стал основным разыгрывающим. Во время выпускного сезона Снайдер был избран капитаном команды.
Он окончил университет Дьюка в 1989 году по двум специальностям: философия и политология. Затем Снайдер получил степень доктора юридических наук в школе права Дьюка и степень магистра делового администрирования в школе бизнеса Фукуа в 1995 году.

## Карьера тренера

### Лос-Анджелес Клипперс (1992—1993)
В середине своей дипломной работы Снайдер провёл сезон НБА 1992/93 в качестве ассистента главного тренера «Лос-Анджелес Клипперс».

### Дьюк Блю Девилз (1993—1999)
С 1993 по 1995 год Снайдер работал административным помощником тренера «Дьюк Блю Девилз» Майка Кшижевски, когда получал свои учебные степени. После окончания своего обучения в 1995 году Снайдер стал постоянным помощником тренера. В 1997 году Дьюк назначил Снайдера заместителем главного тренера. За время работы здесь Дьюк участвовал в турнире NCAA 1994 и 1999 годов и попал в Элитную восьмёрку в 1998 году. Также Дьюк выиграл турнир ACC в 1999 году.

### Миссури Тайгерс (1999—2006)
В 1999 году Снайдер принял должность главного тренера «Миссури Тайгерс», баскетбольном команды университета Миссури.
В первый сезон команда Снайдера сразу попала в турнир NCAA, где проиграла Северной Каролине в первом раунде.
Во втором сезоне «Тайгерс» снова попали в турнир NCAA. В первом раунде команда Снайдера одолела «Джорджия Бульдогс». Это была первая победа Миссури в турнире NCAA с 1995 года. Но во втором раунде Тайгерс были остановлены командой Дьюка, будущими победителями турнира NCAA 2001 года. По итогам сезона Снайдер был назван тренером-новичком года по версии журнала Basketball Times.
Летом 2003 года Снайдер был помощником тренера сборной США на Панамериканских играх.
В мае 2004 года Снайдер оказался в центре скандала, организованного NCAA. NCAA обвинили его в нарушении вербовки, опираясь на факт подарков защитнику Рику Клемонсу. В ноябре программа была установлена на трёхлетний испытательный срок после того, как комитет по нарушениям NCAA постановил, что помощник покупал еду, предоставлял транспорт и незаконно контактировал с рекрутами. Комитет отклонил заявления школы о том, что нарушения правил были непреднамеренными, и также отклонил обвинения в серьёзных нарушениях, в том числе заявление Клемонса о том, что помощники тренера платили игрокам деньги. Позже Снайдер признался, что иногда игроки ели у него дома и что дал Клемонсу одежду.
10 февраля 2006 года Снайдер подал в отставку с поста главного тренера Миссури после поражения в 26 очков от «Бэйлор Беарз», ставшего шестым подряд.

### Остин Торос (2007—2010)
После своего отъезда из Миссури в 2006 году Снайдер изначально отказался от тренерства навсегда, но в мае 2007 года он принял должность главного тренера «Остин Торос» из Д-Лиги НБА.
В первом сезоне команда Снайдера заняла первое место в Юго-Западном дивизионе и вышла в финал Д-Лиги НБА, проиграв там «Айдахо Стэмпид». Во втором сезоне Снайдер привёл «Торос» к 32 победам, был тренером на матче всех звёзд Д-Лиги НБА 2009 года в Финиксе, дошёл до полуфинала и получил звание Тренера года Д-Лиги НБА. В своём последнем сезоне с «Торос» Снайдер снова одержал 32 победы и снова дошёл до полуфинала.
За три года пребывания в Остине Снайдер одержал больше побед и привёл больше игроков в НБА, чем любой другой тренер Д-Лиги.

### Филадельфия Севенти Сиксерс (2010—2011)
11 июня 2010 года Снайдер стал тренером по развитию игроков команды НБА «Филадельфия Севенти Сиксерс», работая под руководством Дугласа Коллинза. Вскоре после этого, Снайдер начал тренировать будущих новичков НБА на тренировках перед драфтом 2010 года, включая будущего игрока «Сиксерс» Эвана Тёрнера. Сезон 2010/11 «Сиксерс» завершили с результатом 41—41.

### Лос-Анджелес Лейкерс (2011—2012)
1 июля 2011 года «Лос-Анджелес Лейкерс» наняли Снайдера на должность ассистента главного тренера Майка Брауна. В сезоне, сокращённом из-за локаута, «озёрники» завершили сезон 2011/12 на первом месте в Тихоокеанском дивизионе записав результат 41—25. В плей-офф 2011 года «Лейкерс» дошли до полуфинала Западной конференции, уступив там «Оклахома-Сити Тандер» с Расселлом Уэстбруком и Кевином Дюрантом в пяти играх.

### ЦСКА Москва (2012—2013)
8 июля 2012 года БК ЦСКА Москва нанимает Снайдера на должность ассистента главного тренера Этторе Мессины. В том сезоне ЦСКА стал чемпионом России, победителем Единой лиги ВТБ, а также попал в Финал четырёх Евролиги 2013, уступив в полуфинале будущему победителю Евролиги пирейскому «Олимпиакосу».

### Атланта Хокс (2013—2014)
10 июня 2013 года «Атланта Хокс» нанимает Снайдера на пост ассистента главного тренера Майка Буденхольцера.

### Юта Джаз (2014—2022)
6 июня 2014 года команда «Юта Джаз» наняла Снайдера на пост главного тренера. До Юты Снайдер уже работал с генеральным менеджером «Джаз», Деннисом Линдси, с 2007 по 2010 год, когда Линдси был ассистентом ГМ «Сан-Антонио Спёрс», а Снайдер тренировал «Остин Торос». 6 мая 2016 года Юта объявила о многолетнем продлении контракта со Снайдером. В июне 2018 года Снайдер был кандидатом на приз тренеру года НБА.

### Атланта Хокс (2023—настоящее время)
27 февраля 2023 года стало известно, что Куин Снайдер станет новым главным тренером «Хокс». Контракт подписан на 5 лет.

## Тренерская статистика
| Команда | Сезон   | G   | W   | L   | W–L% | Итог                          | PG | PW | PL | Результат               |
| ------- | ------- | --- | --- | --- | ---- | ----------------------------- | -- | -- | -- | ----------------------- |
| Юта     | 2014/15 | 82  | 38  | 44  | .463 | 3 в Северо-Западном дивизионе | —  | —  | —  | Не попали               |
| Юта     | 2015/16 | 82  | 40  | 42  | .488 | 3 в Северо-Западном дивизионе | —  | —  | —  | Не попали               |
| Юта     | 2016/17 | 82  | 51  | 31  | .622 | 1 в Северо-Западном дивизионе | 11 | 4  | 7  | Поражение во 2-м раунде |
| Юта     | 2017/18 | 82  | 48  | 34  | .585 | 3 в Северо-Западном дивизионе | 11 | 5  | 6  | Поражение во 2-м раунде |
| Юта     | 2018/19 | 82  | 50  | 32  | .610 | 3 в Северо-Западном дивизионе | 5  | 1  | 4  | Поражение в 1-м раунде  |
| Всего   | Всего   | 410 | 227 | 183 | .554 |                               | 27 | 10 | 17 |                         |